# Phrissoma reichei
Phrissoma reichei är en skalbaggsart som beskrevs av Thomson 1865. Phrissoma reichei ingår i släktet Phrissoma och familjen långhorningar. Inga underarter finns listade i Catalogue of Life.